# The House That Jack Built (film, 1900)
The House That Jack Built je britský němý film z roku 1900. Režisérem je George Albert Smith (1864–1959). Film je dlouhý 15 metrů a trvá zhruba jednu minutu. Ve Spojeném království měl premiéru v září 1900 a v amerických kinech byl uveden v dubnu 1903.
Dívku a chlapce ve filmu ztvárnili Smithovy děti Harold a Dorothy, kteří účinkovali v několika snímcích svého otce. Zároveň jsou pokládáni za jedny z prvních dětských herců v historii kinematografie.

## Děj
Dívka si na stole postaví malý domeček, ale její bratr ho postupně zboří. Film jde poté pozpátku, takže to vypadá, jako by ho chlapec zázračně postavil zpět.